# Sowjetischer Eishockeypokal 1988
Die Saison 1988 war die 20. Austragung des sowjetischen Eishockeypokals. Pokalsieger wurde zum zwölften Mal ZSKA Moskau. Die ersten Spiele des Turniers wurden bereits im September 1986 ausgetragen, während das Finale erst im August 1988 ausgespielt wurde. Bester Torschütze des Turniers war Boris Alexandrow von Torpedo Ust-Kamenogorsk mit acht Toren.

## Teilnehmer
| Teams der höchsten Spielklasse: | Teams der zweithöchsten Spielklasse:                                                                                  |
| --- | --- |
| - Torpedo Gorki - Ischstal Ischewsk - Torpedo Jaroslawl - Sokol Kiew - SKA Leningrad - Dynamo Moskau - Krylja Sowetow Moskau - Spartak Moskau - ZSKA Moskau - Dinamo Riga - Awtomobilist Swerdlowsk - Traktor Tscheljabinsk - Torpedo Ust-Kamenogorsk - Chimik Woskressensk | - Dinamo Charkiw - SK Uritskogo Kasan - Sibir Nowosibirsk - Kristall Saratow - Torpedo Toljatti - Salawat Julajew Ufa |

## Ergebnisse

### Erste Runde
| Torpedo Toljatti        | 4:4/3:1       | SKA Leningrad           |
| Torpedo Jaroslawl       | 9:4/3:5       | Awtomobilist Swerdlowsk |
| Traktor Tscheljabinsk   | 1:2/7:2       | Kristall Saratow        |
| Krylja Sowetow Moskau   | 3:5/6:1       | Dinamo Charkiw          |
| Chimik Woskressensk     | 4:2/2:3 n. P. | Ischstal Ischewsk       |
| Torpedo Ust-Kamenogorsk | 6:3/8:6       | Salawat Julajew Ufa     |
| Torpedo Gorki           | 5:3/5:3       | Sibir Nowosibirsk       |
| Dinamo Riga             | 7:4/2:0       | SK Uritskogo Kasan      |

### Zweite Runde
| Torpedo Jaroslawl       | 4:1/5:2 | Torpedo Toljatti      |
| Traktor Tscheljabinsk   | 3:1/3:2 | Krylja Sowetow Moskau |
| Torpedo Ust-Kamenogorsk | 7:3/3:3 | Chimik Woskressensk   |
| Torpedo Gorki           | 7:6/4:3 | Dinamo Riga           |

### Viertelfinale
| ZSKA Moskau    | 6:3/8:2 | Torpedo Jaroslawl       |
| Sokol Kiew     | 3:2/6:3 | Traktor Tscheljabinsk   |
| Spartak Moskau | 7:5/5:4 | Torpedo Ust-Kamenogorsk |
| Dynamo Moskau  | 5:4/6:3 | Torpedo Gorki           |

### Halbfinale
| ZSKA Moskau   | 7:3 | Sokol Kiew     |
| Dynamo Moskau | 2:1 | Spartak Moskau |

### Finale
| ZSKA Moskau | 3:2 n. V. | Dynamo Moskau |